# Apartamentos privados del Palacio de Invierno

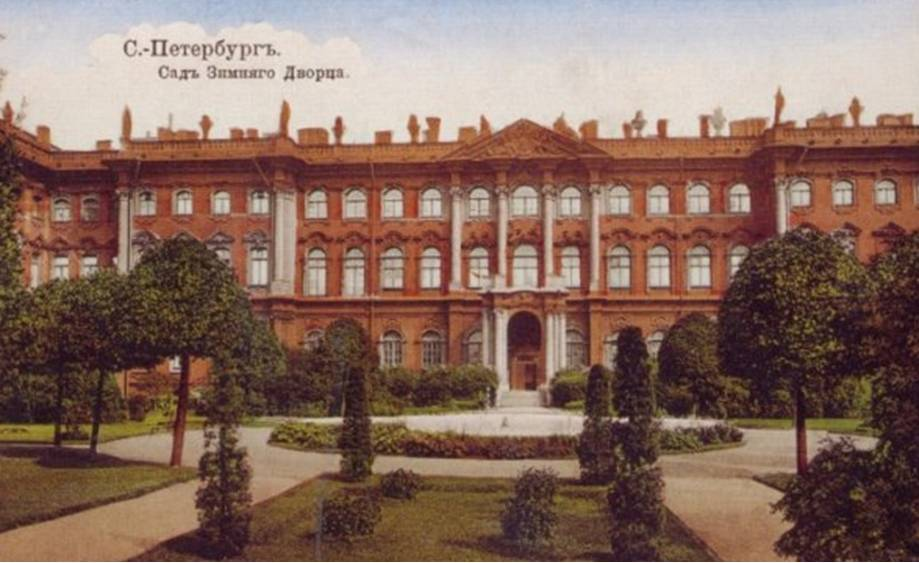
El ala privada del Palacio de Invierno, fotografiada alrededor de 1900, desde el nuevo jardín de la Zarina Alejandra. La puerta en el centro es la Entrada Saltykov.

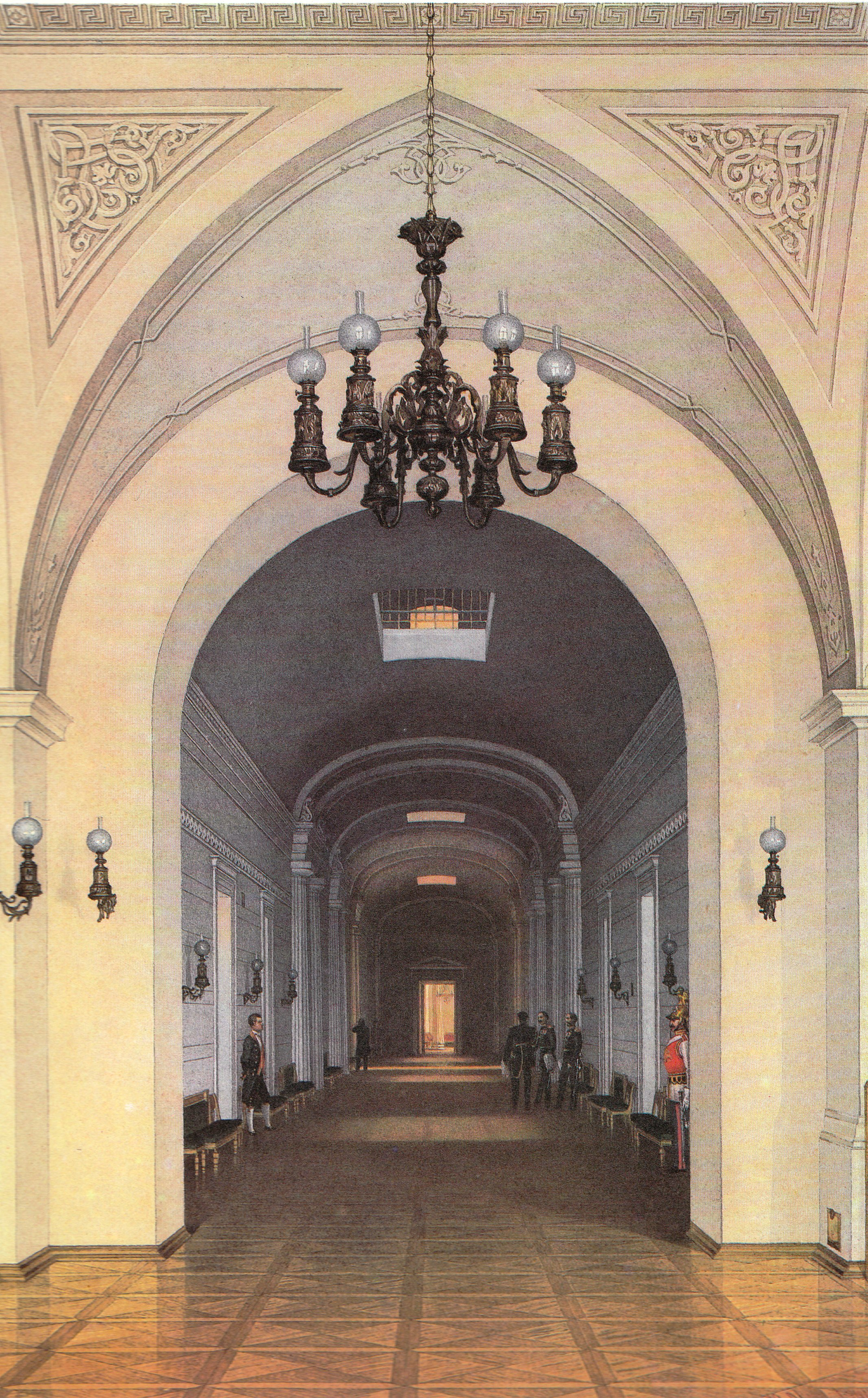
El acertadamente llamado Corredor Oscuro, que actúa como la arteria principal a través del ala oeste privada

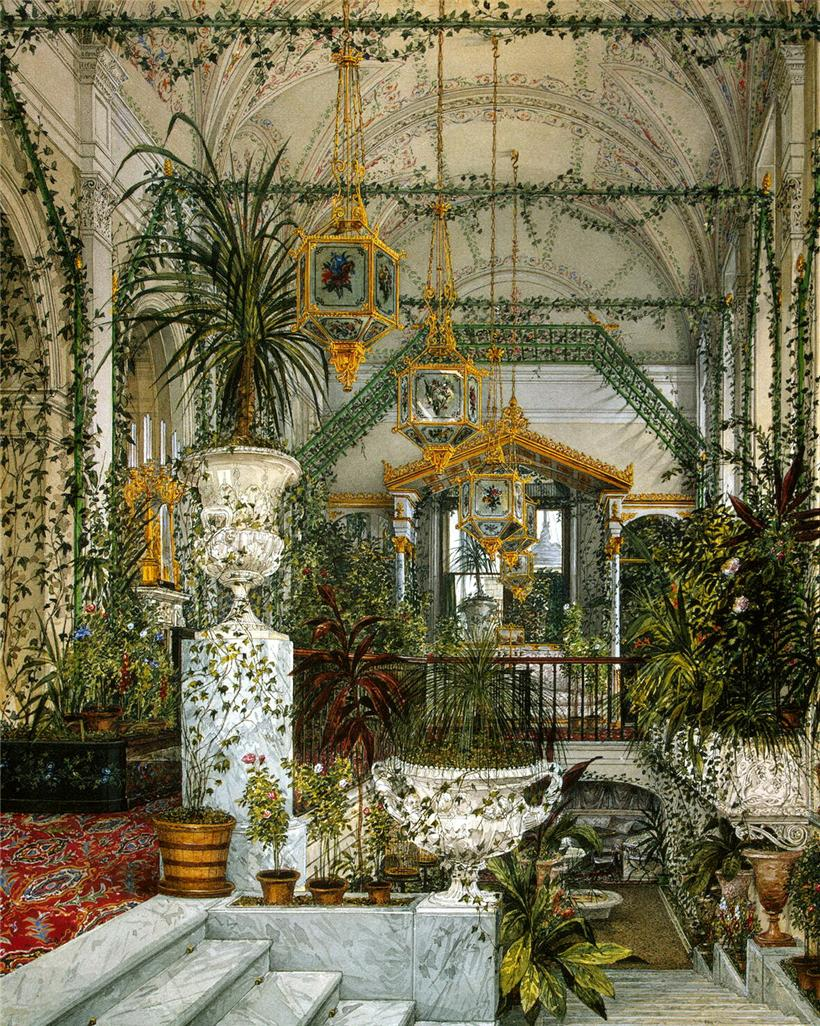
Jardín de invierno de la emperatriz Alejandra Feodorovna

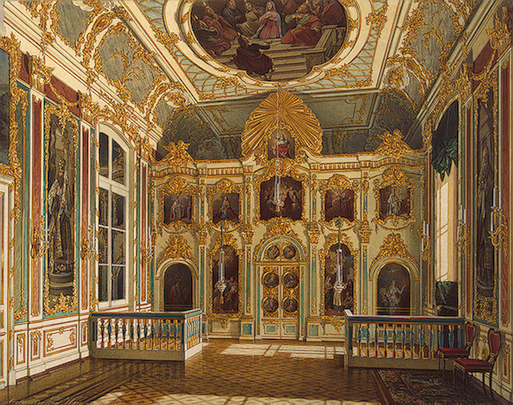

Los Apartamentos Privados del Palacio de Invierno están situados en el piano nobile del ala occidental del antiguo palacio imperial, el Palacio de Invierno en San Petersburgo. El acceso a las habitaciones privadas de los miembros de la familia imperial desde el exterior se hacía normalmente a través de la Entrada Saltykov (centro en la fotografía de la derecha),  que estaba reservada para uso exclusivo del zar, la zarina y los grandes duques y grandes duquesas. Un segundo acceso se hacía a través de un discreto pórtico en forma de caja, en el extremo occidental de la fachada Neva del palacio. Desde la planta baja, se puede acceder desde la Escalera de Octubre, antiguamente conocida como la Escalera de Su Majestad; esta escalera imperial de dos tramos era una entrada secundaria a los apartamentos privados y proporcionaba una ruta más conveniente a la planta baja del palacio y las entradas privadas que la ruta pública más formal y ceremonial a través de los apartamentos de estado. Durante la Revolución de Octubre de 1917, esta fue la entrada por la que los revolucionarios accedieron al palacio para detener al Gobierno Provisional en el pequeño comedor privado. Desde esa fecha se le conoce como la Escalera de Octubre y cuenta con una placa que conmemora el acontecimiento. A pesar de su tamaño y grandiosidad, la Escalera de Octubre era una escalera secundaria, siendo la Escalera de Jordán la principal.
Desde las estancias más formales del palacio, se accede a los apartamentos privados a través de la rotonda, una sala circular que servía de antesala y sala de espera para aquellos que iban a ser recibidos por el zar. Otra entrada es desde el Salón de Malaquita, que servía como sala privada y de estado, y a menudo era el punto de reunión para el inicio de las procesiones imperiales desde el vecino Salón Árabe que conducía a los principales apartamentos de estado – en particular para las bodas imperiales, cuando la novia era vestida formalmente con el atuendo nupcial de Romanoff por la Zarina en el Salón de Malaquita.
Las habitaciones privadas tienen vistas a un jardín con césped y árboles, creado a partir de una antigua plaza de armas por Alexandra Feodorovna, la última emperatriz de Rusia, que quería un lugar privado para que sus hijos jugaran.
Hasta 1917, esta ala era algo así como una casa privada dentro de un palacio; era utilizada por la familia imperial cuando residía allí. Tras un grave incendio en 1837, cuando la mayor parte del palacio fue destruida, los apartamentos privados fueron reconstruidos en diversos estilos según los gustos de sus futuros ocupantes individuales, la familia inmediata del zar Nicolás I ; por lo tanto, son una variedad de estilos eclécticos e interpretaciones libres de gustos y modas de principios del siglo XVIII. Durante los reinados de los tres zares siguientes se realizaron muchos cambios en la decoración y el uso, pero el diseño se mantuvo esencialmente sin cambios. En 1904, con el Domingo Sangriento como consecuencia, el último zar Nicolás II y su familia abandonaron el Palacio de Invierno en favor del más privado y seguro Palacio de Alejandro en Tsarskoye Selo. Desde esta fecha hasta la caída de la monarquía, el Palacio de Invierno se utilizó únicamente para ocasiones oficiales de estado.
Fue en el ala privada del Palacio de Invierno, después de la Revolución de Febrero de 1917, donde se estableció el Gobierno Provisional Ruso . Unos meses más tarde, durante la Revolución de Octubre, esta fue la zona del palacio más dañada durante el famoso Asalto al Palacio de Invierno, un momento decisivo en la historia de Rusia.
El plano utilizado (derecha) se basa en la disposición de las habitaciones anterior a 1917; desde entonces ha sido modificado para adaptarlo al uso actual del palacio como parte del complejo de edificios que componen el Museo Estatal del Hermitage . Muchas de las antiguas salas privadas no están abiertas regularmente al público o han sido muy modificadas.

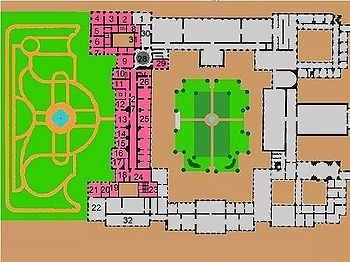
El piano nobile del Palacio de Invierno. Los apartamentos privados están sombreados en rosa. Las habitaciones reciben sus títulos anteriores a 1918. [ a ] 1: Salón de Malaquita ; 2: Salón Imperio; 3: Salón de Plata; 4: Sala de estar; 5: Dormitorio de Alejandra Feodorovna; 6: Tocador; 7: Estudio de Nicolás II; 8: Pequeño Comedor; 9: Biblioteca; 10: Sala de Billar; 11: Sala de Audiencias del Zar (al lado: Escalera Saltykov) 12: 14: Estudio de Alejandro II; 19: Dormitorio de María Alexandrovna ; 20: Tocador Carmesí; 21: Gabinete Carmesí; 22: Salón Dorado ; 23: Escalera de Su Majestad; 25: Comedor; 26: Aula; 28: La Rotonda; 29: Capilla ; 30: Salón Árabe ; 31: Jardín de Invierno ; 32: Salón Blanco.

## Apartamentos de Nicolás I y Alejandra Feodorovna

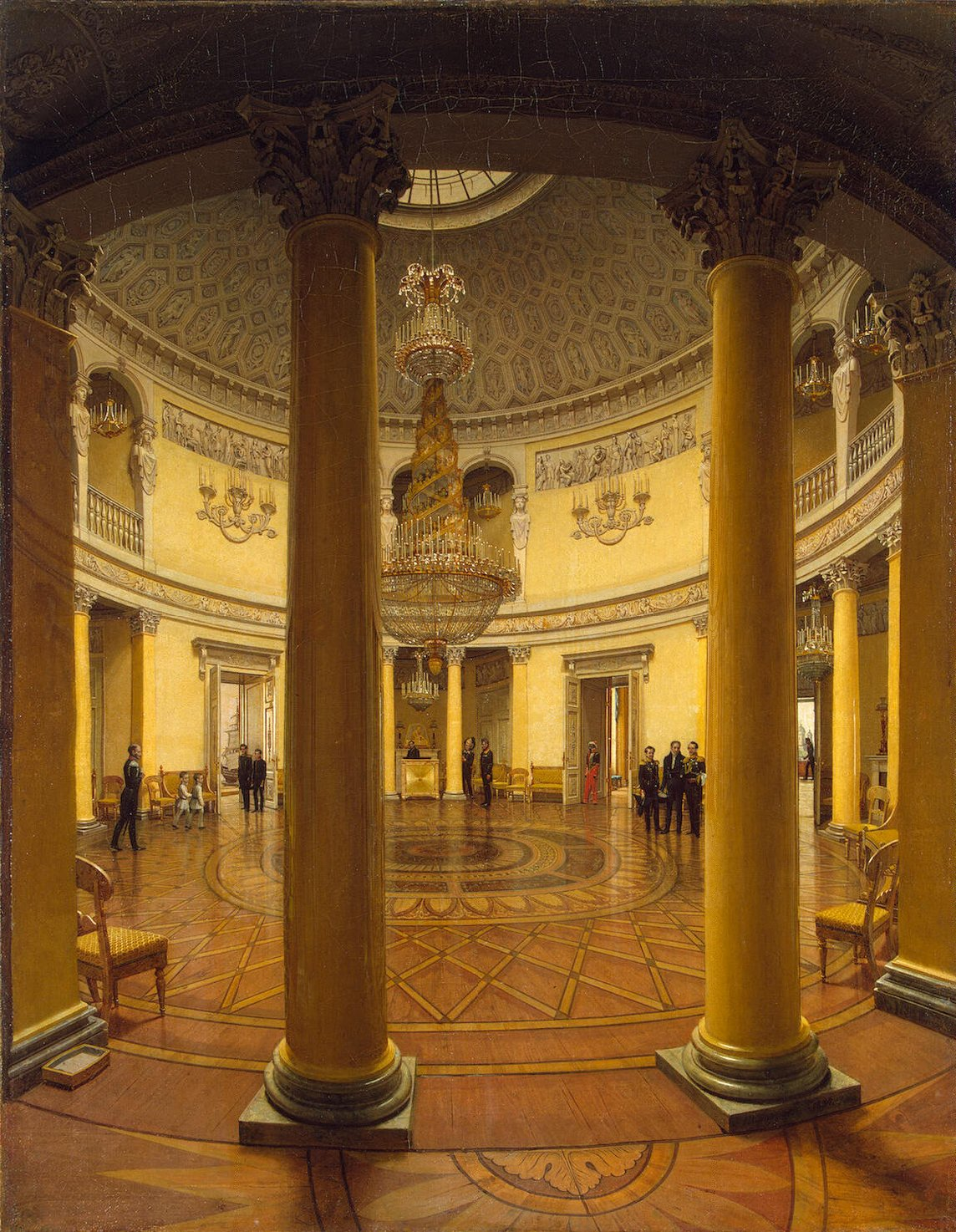
La Rotonda (28 en el plano). Esta sala circular y abovedada, que data de principios del, une las salas estatales y privadas del palacio y en su diseño representa la etapa final y neoclásica de la evolución del palacio.

Los apartamentos de Nicolás I y su esposa, Alejandra Feodorovna, estaban en la esquina noroeste del palacio, una suite tradicionalmente ocupada por el monarca desde la época de Catalina la Grande, y ahora forman parte de los Apartamentos de Nicolás II y Alejandra Feodorovna. Catalina la Grande tenía aquí su sala del trono, antes de que Giacomo Quarenghi terminara la construcción del Salón de San Jorge, más grande, en el ala este en 1787, lo que sugiere que las habitaciones antes eran menos íntimas y privadas de lo que se volvieron últimamente. Durante la década de 1780, el diseño interior del palacio cambió del rococó ornamentado diseñado por Francesco Rastrelli a la decoración neoclásica más simple que todavía prevalece en las salas de estado en la actualidad; las habitaciones privadas, sin embargo, parecen haber sido redecoradas con frecuencia de acuerdo con los gustos (a menudo simples) de sus ocupantes; y en términos de decoración, lujo y uso, no corresponden al Petit appartement du roi en Versalles ni a los Apartamentos Privados del Palacio de Hofburg, en Viena, o en el Castillo de Windsor .Tras el incendio de 1837, Nicolás I fue responsable de la rápida reconstrucción del palacio. Insistió en que el exterior permaneciera inalterado, pero permitió que grandes partes del interior se rediseñaran en una variedad de gustos y estilos, lo que llevó a que el palacio fuera descrito como "un palacio del siglo XIX inspirado en un modelo de estilo rococó".

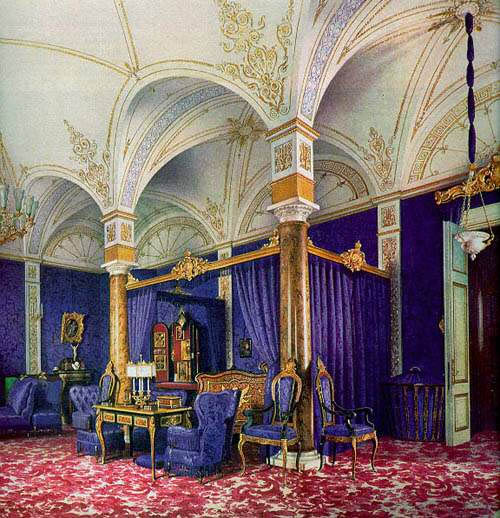
El dormitorio de la zarina María Alexandrovna

Para reconstruir el palacio se emplearon varios arquitectos eminentes, entre los que destacan Vasily Stasov, a quien se le encargó la reconstrucción de las salas de estado en estilos idénticos o similares a los anteriores, y Alexander Brullov. Es Brullov quien está más estrechamente asociado con los apartamentos privados. Capaz de trabajar competentemente en una variedad de estilos, su encargo fue reconstruir las habitaciones privadas y semiprivadas según los gustos de sus futuros ocupantes.
Los arquitectos implicados en la reconstrucción del palacio supieron aprovechar avances constructivos que no estaban disponibles para Rastrelli y Quarenghi en sus planes originales. Tras el incendio, se descubrió que grandes cantidades de madera y huecos ocultos habían sido una de las razones por las que el fuego se había propagado tan drásticamente. Para evitar que se repitiera algo así, tras las nuevas pero clásicas fachadas, los arquitectos supieron utilizar las últimas técnicas de construcción. Entre ellas se incluía el uso a gran escala de acero para sostener los grandes tramos de los techos de las salas estatales barrocas, evitando la necesidad de columnas de soporte. [ 6 ] Sin embargo, en las habitaciones más pequeñas los techos se construyeron con bóvedas de ladrillo menos inflamables, lo que tuvo un efecto significativo en los esquemas decorativos de Brullov para las habitaciones privadas. Las bóvedas se prestaban tanto a las formas góticas como a las bizantinas de diseño interior. En ningún lugar del palacio es más evidente el gótico que en el salón de la planta baja creado por Brullov en 1838 para las hijas de Nicolás I.
Posteriormente, el arquitecto Andrei Stakenschneider fue contratado para realizar muchos proyectos en el palacio. Decoró el tocador carmesí de la zarina Alejandra Feodorovna con un estilo rococó que Quarenghi había prácticamente erradicado del palacio 70 años antes.

## Apartamentos de Alejandro II y la zarina María Alexandrovna

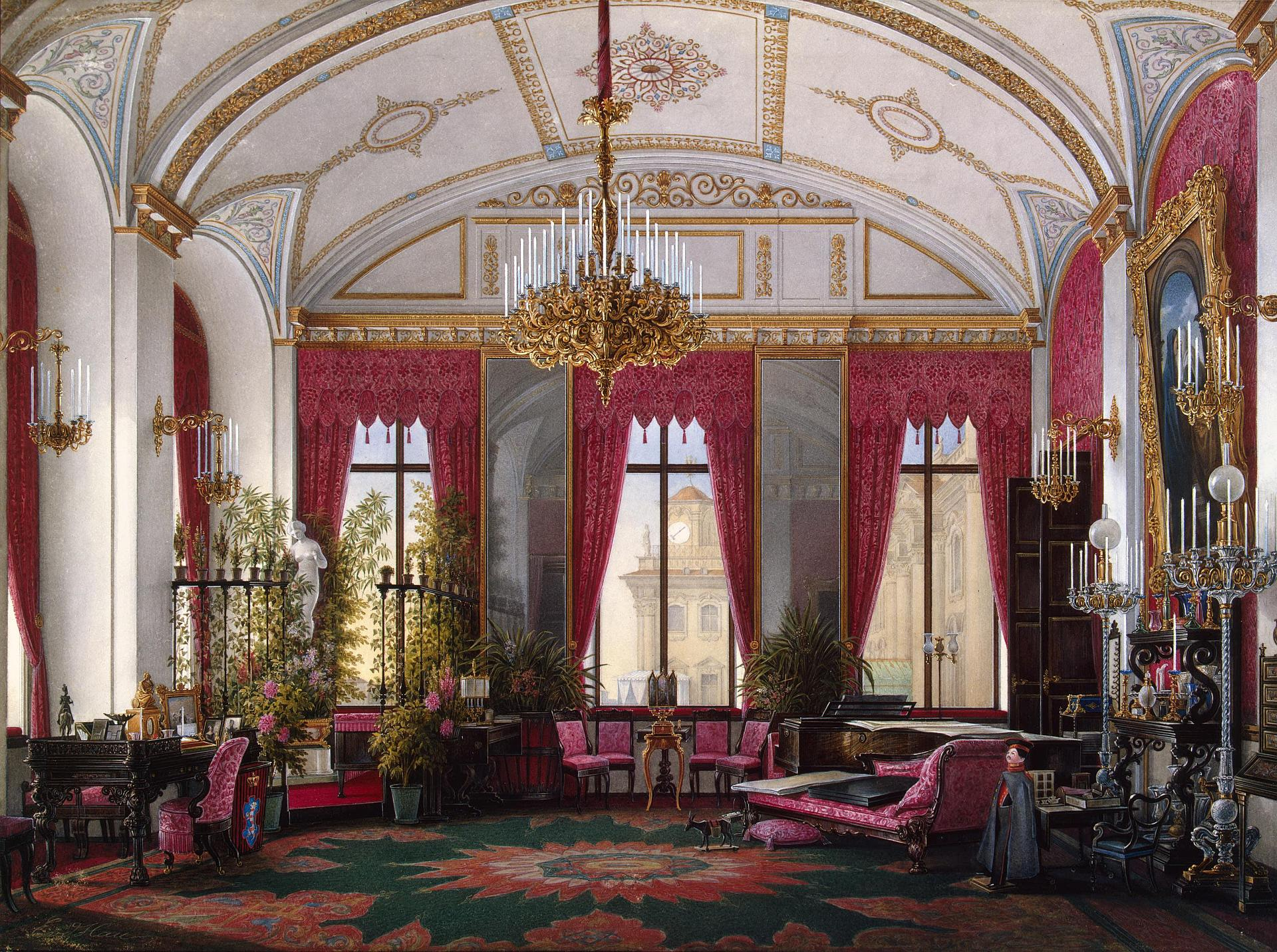
El gabinete carmesí, el despacho de María Alexandrovna

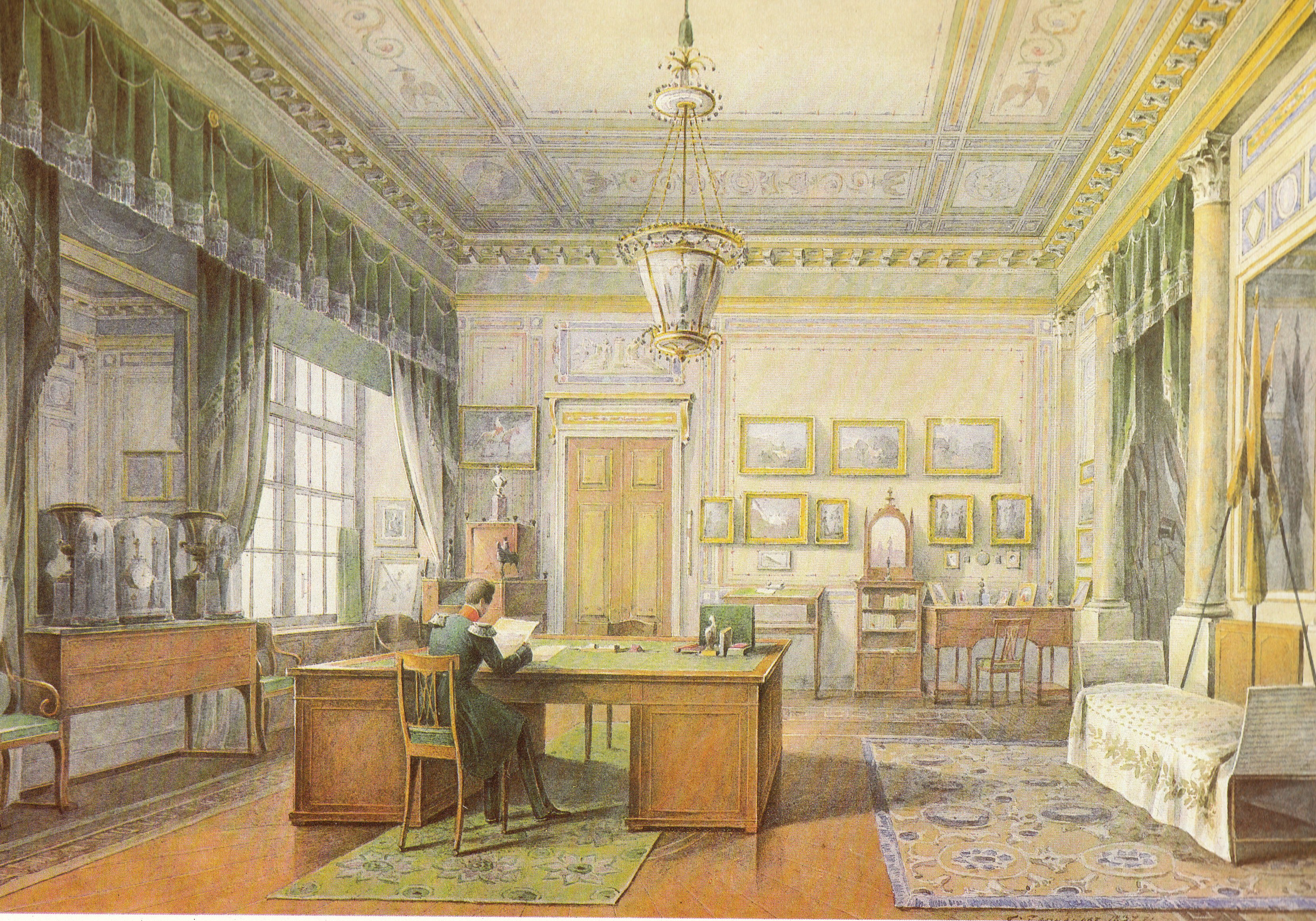
El zar Alejandro II murió en la tumbona junto a las columnas.

Esta suite de habitaciones se encuentra en el centro y extremo sur del ala privada, con vistas al Almirantazgo y a la Plaza del Palacio . En el apartamento de la Zarina, originalmente reconstruido por Brullov, es evidente la mano de Andrei Stackenschneider. Su principal distinción fue su capacidad para combinar una mezcla ecléctica de estilos arquitectónicos, combinando frecuentemente motivos clásicos, góticos y orientales en el mismo esquema. Esto resulta más evidente en la suite creada para la zarina María Alexandrovna, donde el Salón Dorado combina todos estos motivos. María Alexandrovna utilizó el Salón Dorado como su Salón Estatal, con sus habitaciones más privadas más allá: el Salón Carmesí seguido por su Boudoir, antes de la más privada de sus habitaciones, el dormitorio. Su estudio, en un rincón del palacio, en contraste con el Salón Dorado anterior, estaba decorado de forma sencilla, con paredes blancas adornadas únicamente con apliques dorados y un techo abovedado dividido en palales por molduras doradas. En contraste, el pequeño tocador que se encontraba al otro lado tenía un estilo rococó ornamentado, creado por el arquitecto Harald Bosse en 1853.

### El despacho del zar (14)
Hasta el asesinato de Alejandro II, esta habitación era tradicionalmente el estudio del zar, habiendo sido utilizada para este propósito tanto por Alejandro I como por Nicolás I. Originalmente diseñada por Giacomo Quarenghi en 1791, la habitación contiene una alcoba empotrada en el estilo de un dormitorio estatal barroco, indicativo de su uso original. Tras el incendio de 1837 fue rediseñado por Alexander Brullov.
Fue aquí donde, en marzo de 1881, Alejandro II, mortalmente herido, fue llevado a morir (en la tumbona a la derecha de la imagen). Tras su muerte se colocó un busto conmemorativo en el lugar donde murió; éste permanece en ese lugar hoy en día. A esta habitación, como a muchas de las habitaciones privadas, se accede por el acertadamente llamado "corredor oscuro". Fue a lo largo de este largo pasillo que María Fedorovna, en sus memorias, habló de seguir grandes gotas de sangre coagulada para encontrar a su suegro, el moribundo zar, en su estudio. Alejandro III y María Feodorovna con su familia vivieron en el Palacio de Gátchina, más seguro, debido a los varios ataques al ex zar.

## Apartamentos de Nicolás II y Alejandra Feodorovna (2–10)

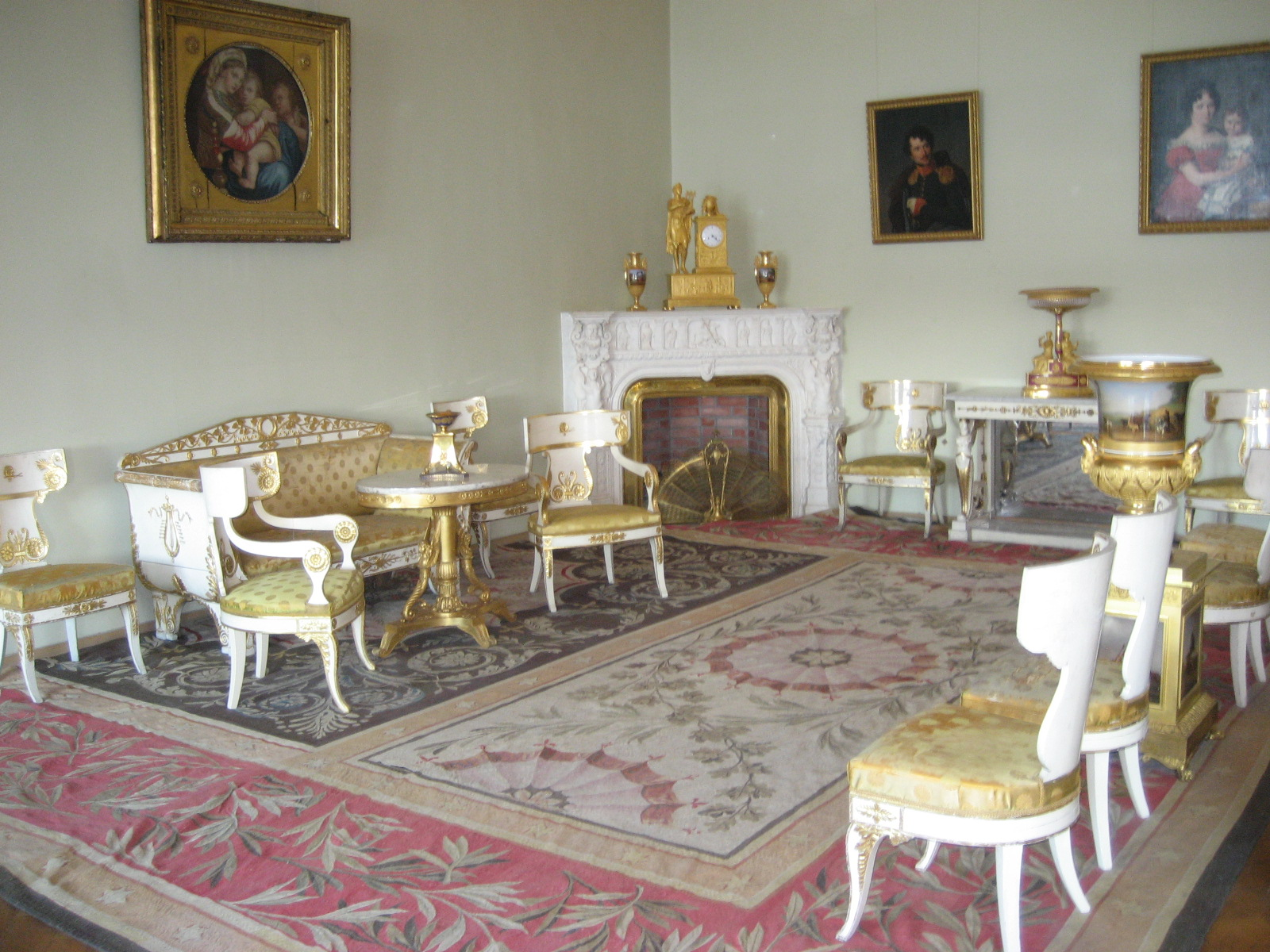
Antiguo salón de la emperatriz Alejandra Feodorovna (sala nº 4 en el plano superior). La pieza de chimenea de mármol es un reemplazo.

Nicolás II ascendió al trono en 1894 y se casó con su esposa, la zarina Alexandra Feodorovna, en los primeros días de su reinado, en una lujosa ceremonia en el Palacio de Invierno.Inmediatamente después de la ceremonia, su madre insistió en que la pareja se quedara con ella en el Palacio Anichkov. Allí comenzaron su vida matrimonial en seis pequeñas habitaciones.
La zarina viuda prohibió al nuevo zar y a su esposa establecer su propia corte hasta seis meses después de la muerte de su marido. [En Rusia, la madre del zar tenía precedencia sobre su esposa.] Por lo tanto, no fue hasta mayo de 1895, cuando la viuda fue a Copenhague, que la pareja pudo establecer su propia casa, pero primero fue un pequeño palacio en Peterhof y luego el Palacio de Alejandro en el complejo imperial en Tsarskoe Selo, que incluso en esta etapa temprana de su matrimonio y reinado se convirtió en su hogar casi permanente.

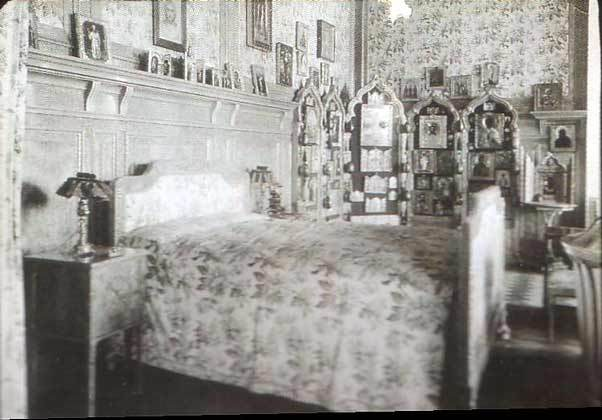
El dormitorio de Nicolás II y Alejandra Feodorovna fotografiado en 1900.

Sin embargo, a partir de diciembre de 1895, el zar y la zarina residieron durante períodos del invierno en el Palacio de Invierno. Ampliaron y rediseñaron las habitaciones que habían sido preparadas para Nicolás, como zarévich, dos años antes.  El arquitecto ru recibió el encargo de redecorar una serie de habitaciones en la esquina noroeste del palacio. Bajó muchas de las bóvedas y los techos más planos crearon una atmósfera más íntima. A menudo empleaba una época diferente como tema para cada habitación, desde la época medieval hasta el rococó y el art nouveau. En cuanto a estilo y contenido, la suite pretendía resumir la ética doméstica de la pareja, que debía vivir de manera casi burguesa en una casa pequeña y acogedora; en el fondo, la zarina era una "hausfrau". Se la criticó por su gusto, que consistía en "renovar al estilo de una dama inglesa, llenando las habitaciones de chucherías y ahogándolas en chintz". El tribunal se horrorizó de que los muebles se compraran por correo a Maples de Londres, mientras que su tocador malva (en Alexander Palace ) ha sido descrito como "un horror para todos los que lo vieron".A diferencia de la mayoría de los soberanos de la época, Nicolás II y su esposa compartían dormitorio (5). Desde aquí se accedía a un gran baño (con vistas a un patio interior) diseñado por el arquitecto de la corte, Krasovsky, que tenía una bañera hundida a la que se accedía por ocho escalones de mármol. El baño estaba en un hueco revestido con azulejos de Dresde.
La zarina también creó el jardín privado (35) debajo de las ventanas de los apartamentos privados en el sitio de una antigua plaza de armas. Antes de éste, el único jardín del palacio era el muy descuidado (32) creado en el patio principal del palacio para su suegra unos años antes. Estas dos zonas siguen siendo los únicos jardines del palacio.
Durante el reinado de Nicolás II y su esposa, la vida de la corte era más tranquila que nunca, debido al carácter retraído de la zarina y su desconfianza hacia la alta sociedad de San Petersburgo. En opinión de la Zarina: «San Petersburgo es una ciudad podrida y no tiene ni un ápice de ruso». Bajo su influencia, poco a poco las grandes recepciones y bailes de la corte en el Palacio de Invierno, que complacían y cultivaban a la poderosa nobleza, fueron llegando a su fin, para ser reemplazados brevemente por representaciones teatrales celebradas en el Hermitage, de las que «nadie disfrutaba». Después, incluso las representaciones teatrales cesaron.

### Salas de dibujo Empire (2) y Silver (3)

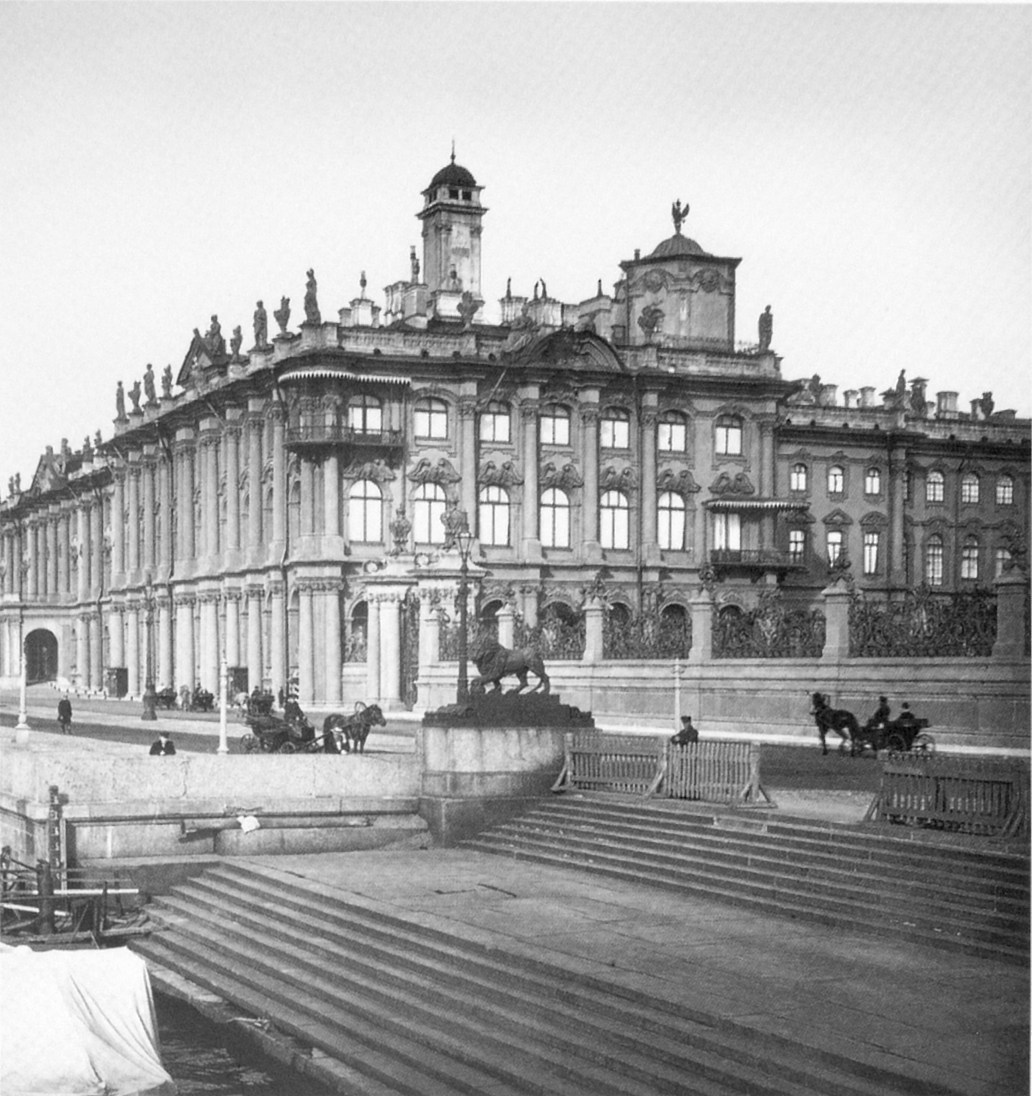
Una vista del del ala privada que muestra balcones salientes con dosel; estos, junto con el muro que rodea el jardín privado, ahora han sido eliminados.

Los salones de Plata e Imperio formaban parte de la serie de habitaciones reservadas para el uso privado de la Zarina. Forman una enfilada que culmina en el Salón de Malaquita, que servía como Salón de Estado de la Zarina, donde daba audiencias y llevaba a cabo sus asuntos oficiales. También fue en el Salón de Malaquita donde tradicionalmente se vestían las novias Romanov antes de caminar en procesión a través de los salones de estado hasta la Gran Iglesia del palacio para sus bodas.
Originalmente parte de la suite de María Feodorovna,  estos dos salones fueron rediseñados para Nicolás II y su esposa en un estilo francés, el Salón de Plata en una interpretación del siglo XIX del estilo Luis XVI y el Salón Imperio en un falso estilo imperio napoleónico. Desde estas habitaciones, la zarina podía retirarse a apartamentos aún más privados: su tocador, su vestidor y su dormitorio.

### Estudio/Boudoir

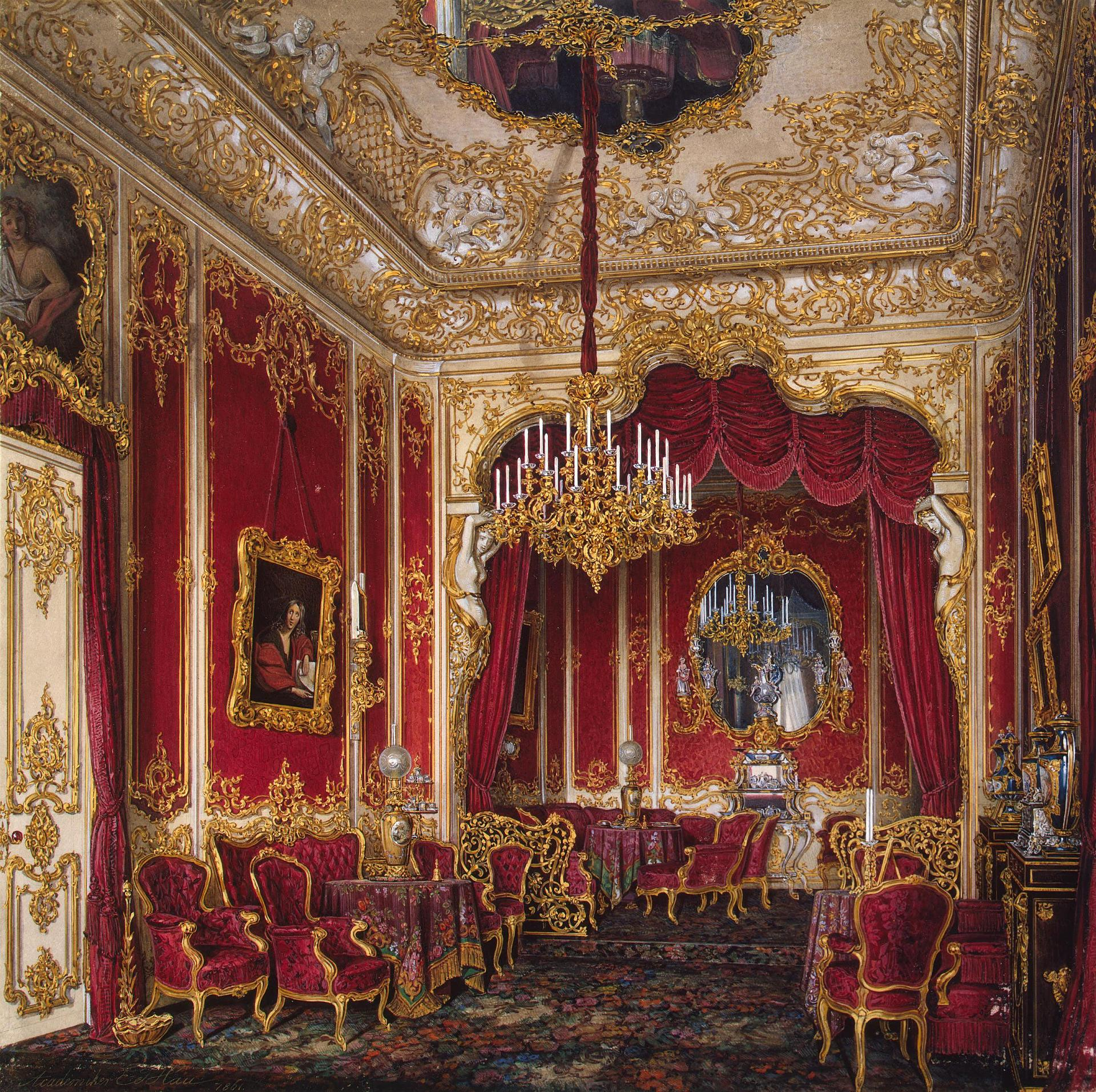
Tocador María Alexandrovna

El antiguo estudio o tocador (4 en el plano) de la zarina Alejandra Feodorovna (esposa de Nicolás II) fue rediseñado para ella por Alexander Krasovsky entre 1894 y 1895. La habitación había formado anteriormente la suite privada de la esposa de Nicolás I cuando, a modo de tocador, estaba decorada en rojo. Para Nicolás I, devoto de su esposa, pasar una velada en esta habitación con ella era uno de sus pasatiempos favoritos.
Hoy en día, la sala exhibe la obra de Heinrich Gambs, un notable ebanista ruso de principios del siglo XIX.

### Biblioteca Gótica

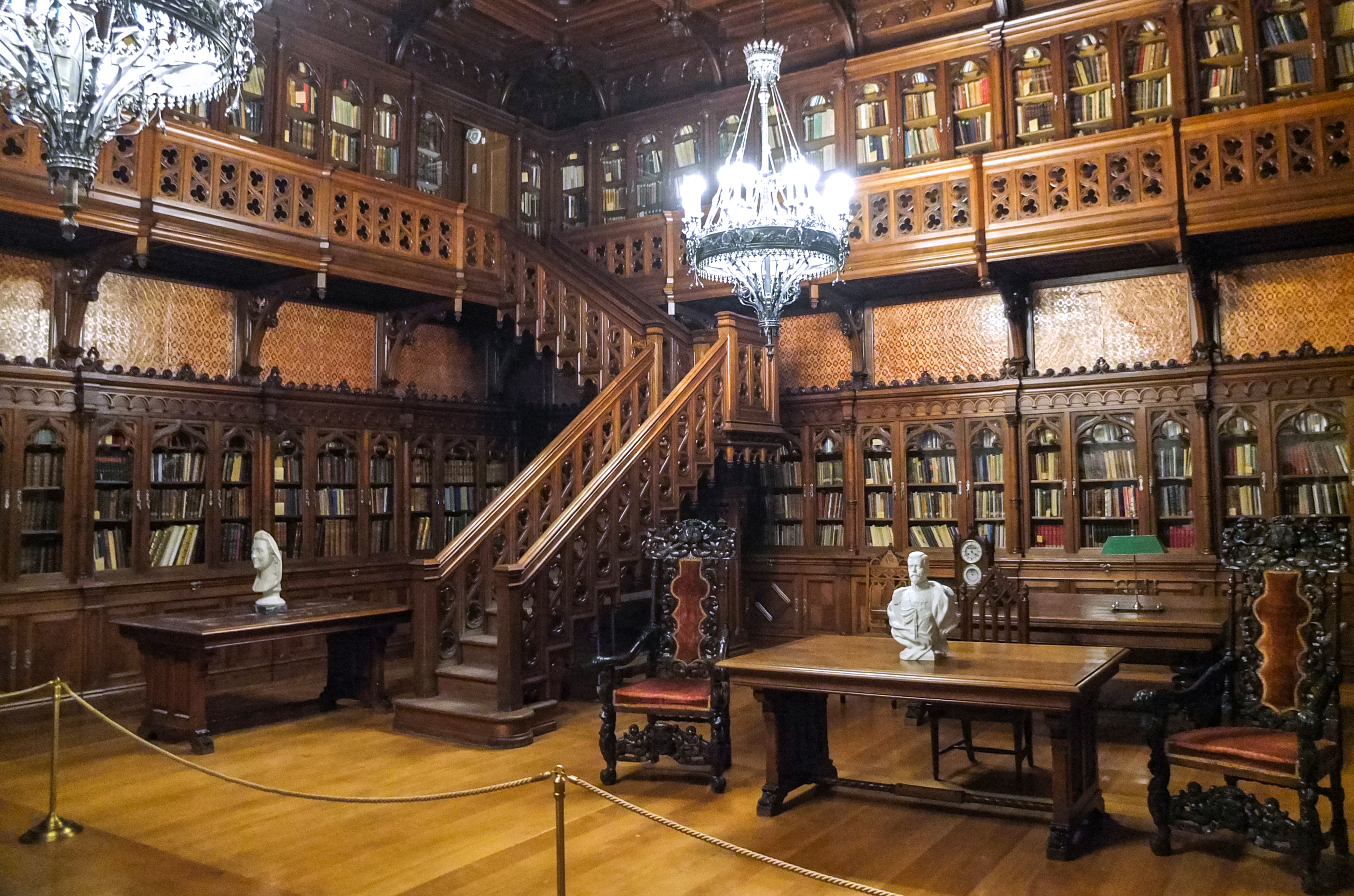
La biblioteca gótica diseñada por Krasovsky para Nicolás II

La biblioteca gótica (9 en el plano) es la sala más grande de la suite reformada para Nicolás II por Krasovsky; la diseñó en forma de gótico de madera puginesca pesada, que recuerda a las percepciones románticas de la Edad Media. En otros lugares empleó temas que iban desde el rococó hasta el art nouveau. La biblioteca y los pequeños comedores son las únicas estancias que conservan la decoración de Krasovsky. Muchas de las habitaciones que antiguamente pertenecían a Nicolás II son pequeñas, estrechas, oscuras y de diseño extraño, especialmente el estrecho estudio de Nicolás.

### Comedor pequeño (8)

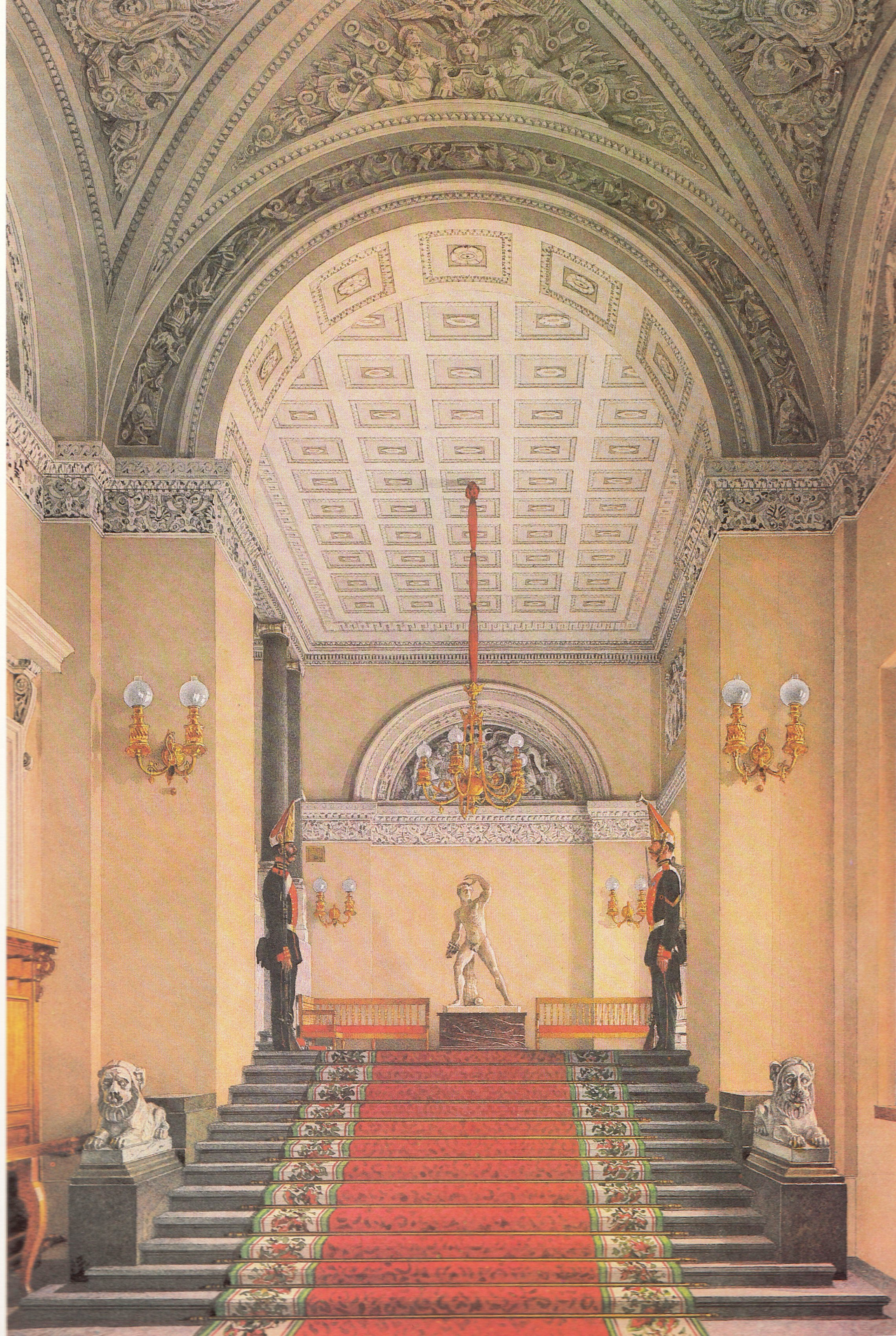
Escalera de Su Majestad (hoy Escalera de Octubre), que da acceso a los aposentos privados desde la planta baja. Fue utilizada por los revolucionarios durante el asalto al palacio. [ 25

Antiguamente conocido como Comedor Pompeyano, el Pequeño Comedor fue redecorado en – para el recién casado Nicolás II y su Zarina, por Krasovsky. Para enmarcar los tapices de San Petersburgo del siglo XVIII se eligió un estilo de yesería rococó.
Sobre la chimenea hay una placa que registra los hechos del arresto del Gobierno Provisional que tuvo lugar en esta sala la noche del 25 de octubre de 1917.

## Apartamentos privados y Museo del Hermitage
Tras la detención por parte del Gobierno en el Pequeño Comedor, un testigo presencial registra una destrucción sistemática de los apartamentos por parte de los bolcheviques:
El Palacio fue saqueado y devastado de arriba a abajo por los bolcheviques... Imágenes invaluables fueron arrancadas de sus marcos a bayonetas. Cajas llenas de platos y porcelana raros... fueron abiertos y el contenido destrozado o llevado. La biblioteca.... Fue forzado y saqueado..... El salón de la Zarina, como todas las demás estancias, estaba sumido en el caos. El colosal brillo del cristal, con su música ingeniosamente oculta, se hizo añicos. Escritorios, cuadros, adornos — todo quedó destruido.
Durante un breve período después de la revolución, los apartamentos privados estuvieron abiertos al público para mostrar la vida de los antiguos gobernantes,  ya que esta era el área del palacio por donde habían entrado los revolucionarios y, como consecuencia, mucho había sido destruido, por lo que es difícil saber cuán precisa podría haber sido la representación de la vida privada imperial. Hoy en día, con excepción de la biblioteca, las salas están decoradas de forma sencilla y muestran parte de la amplia colección de arte del Museo del Hermitage; no se hace ninguna referencia a su uso anterior. Gran parte de la colección de arte que se exhibe hoy en el palacio no es original del Palacio de Invierno, sino que ha sido traída de numerosos otros palacios y propiedades que fueron nacionalizados después de la revolución.

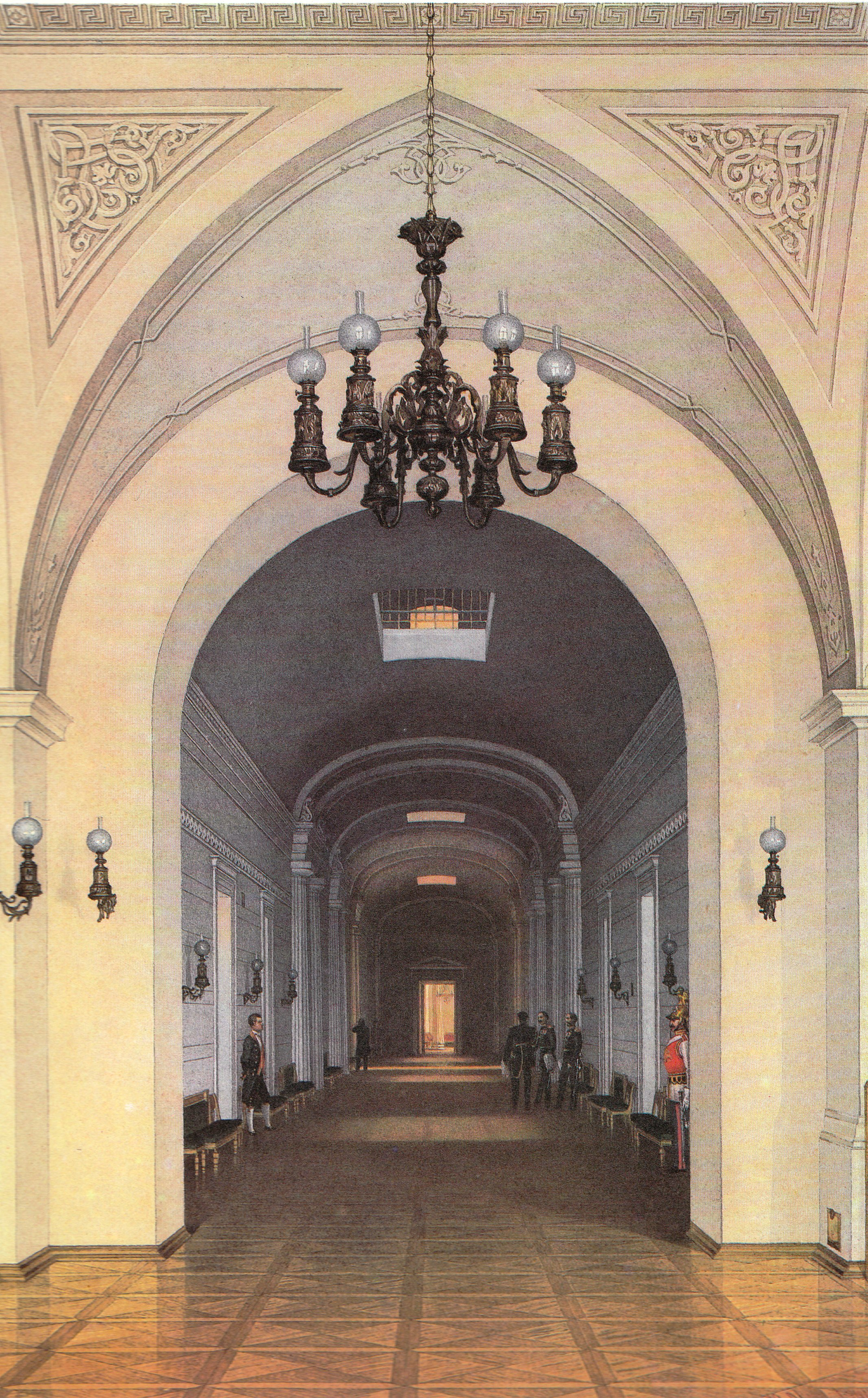
El acertadamente llamado Corredor Oscuro, que actúa como la arteria principal a través del ala oeste privada
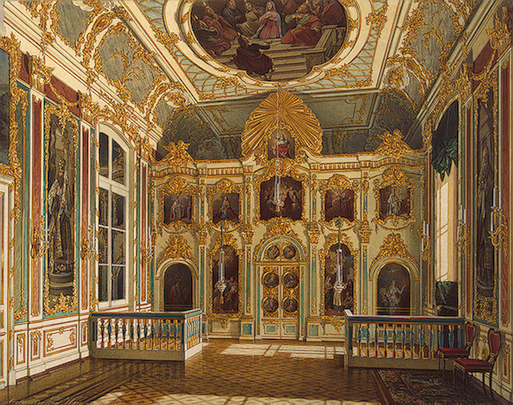
La Iglesia Pequeña (29 en el plano). Construida en 1768, sirvió como capilla privada.
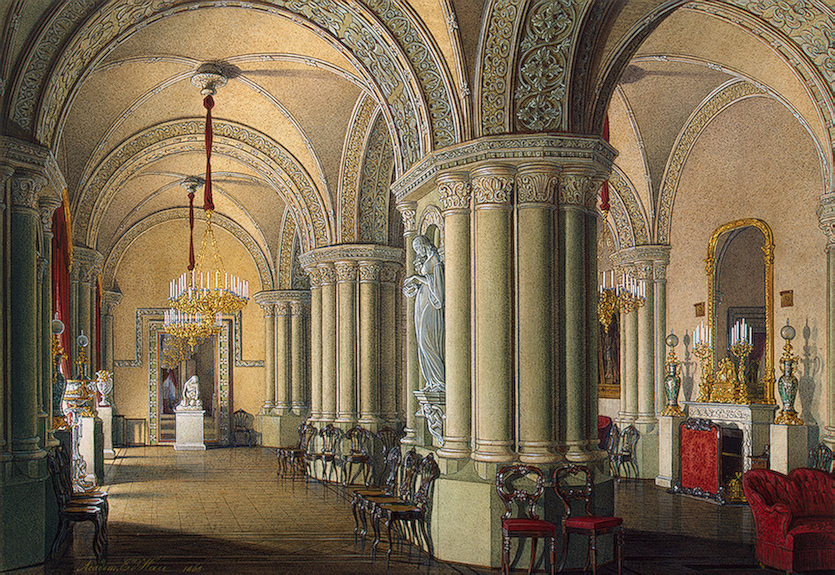
En la planta baja, el salón gótico (sub 3) estaba reservado para las hijas del zar.
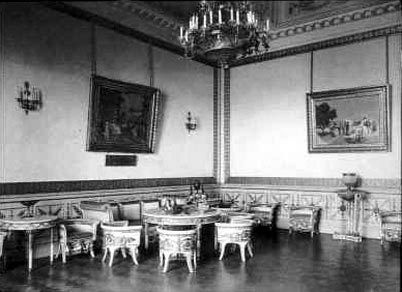
El salón imperial de la zarina Alejandra Feodorovna (2)
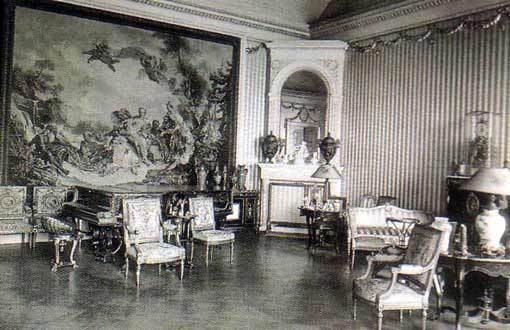
El salón de plata de la zarina Alejandra Feodorovna (3)
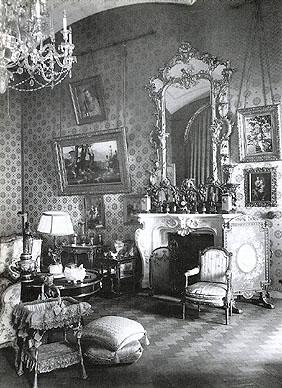
Salón de la zarina Alexandra Feodorovna
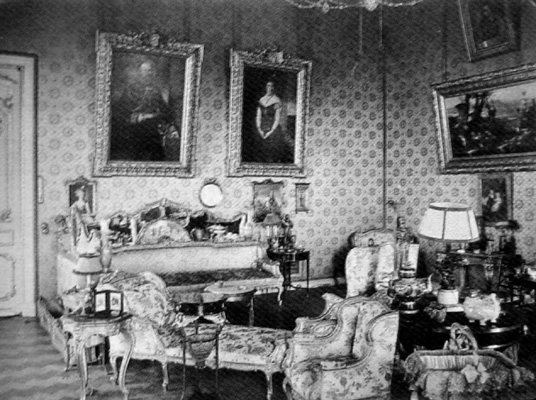
Segunda vista del salón de la Zarina
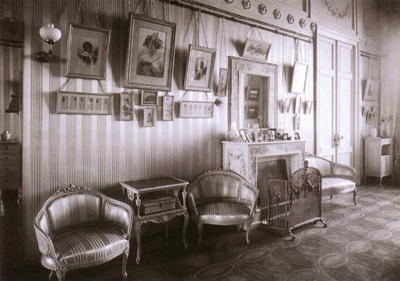
Tocador de la zarina Alexandra Feodorovna
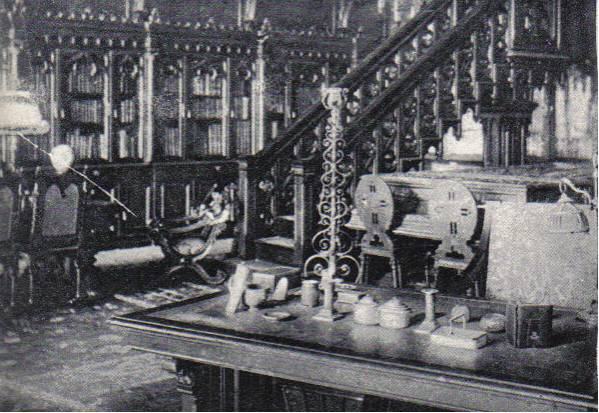
Biblioteca gótica de Nicolás II
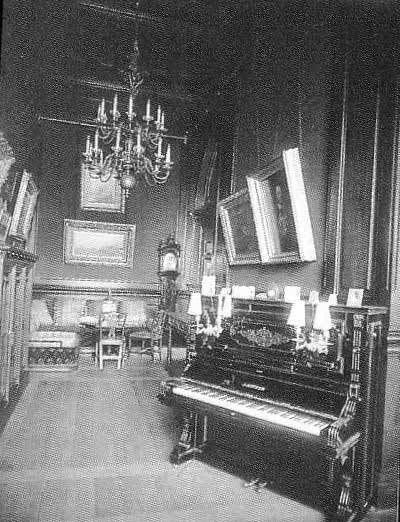
Estudio de Nicolás II. Situadas en un rincón interior del palacio, muchas de las habitaciones pertenecientes a Nicolás II son pequeñas, estrechas, oscuras y de diseño extraño, especialmente su estudio.
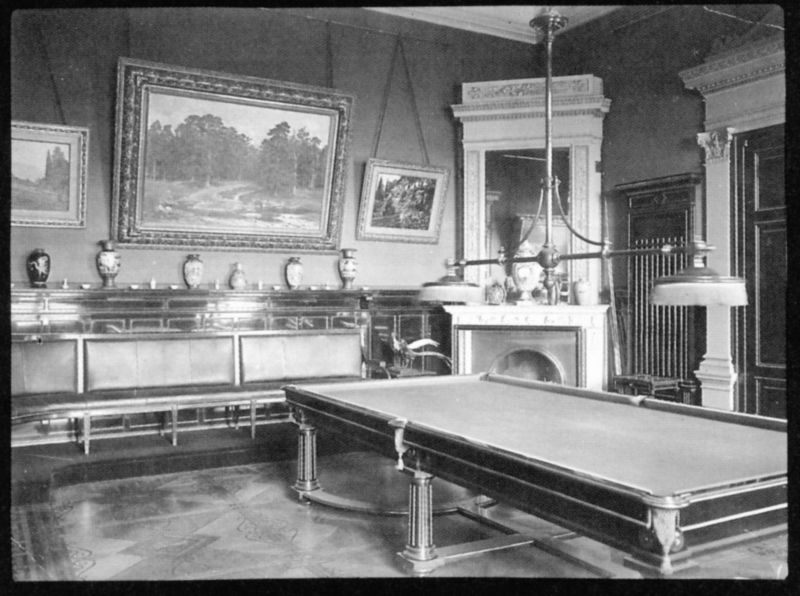
Sala de billar
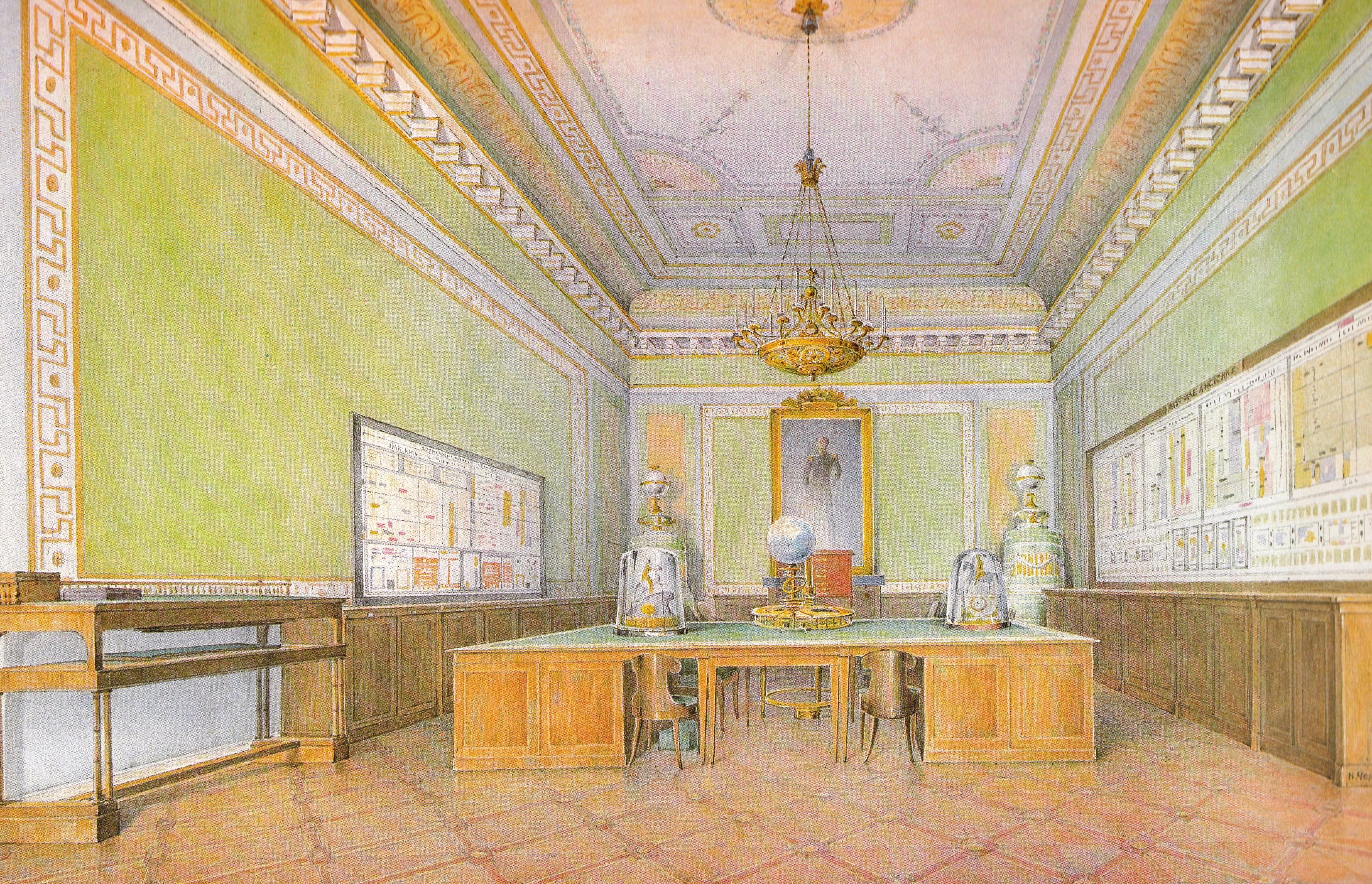
Sala de la Escuela (26). Cuando eran pequeños, los niños imperiales se alojaban en las habitaciones que daban al Corredor Oscuro y que daban al patio principal.
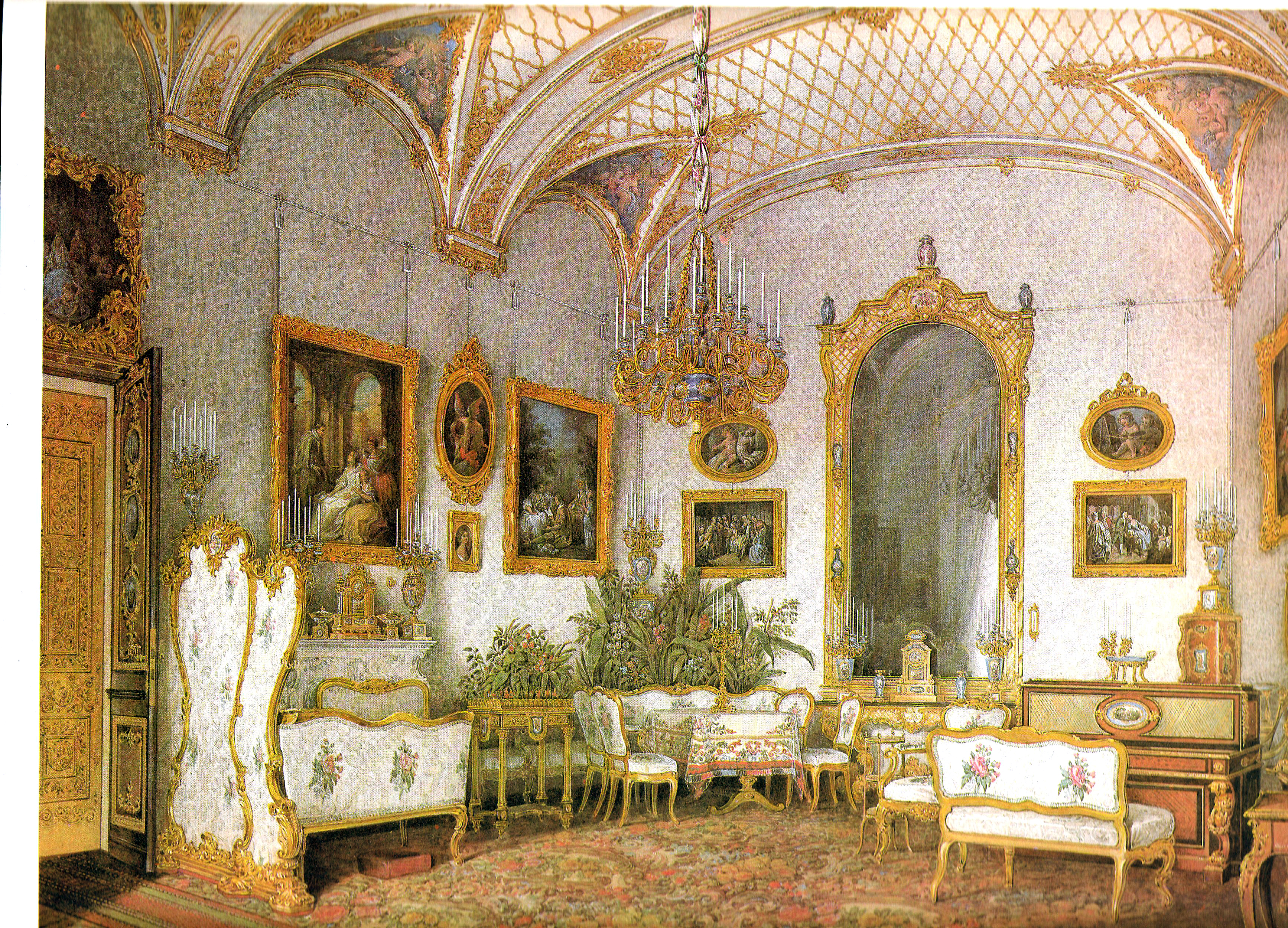
El salón blanco
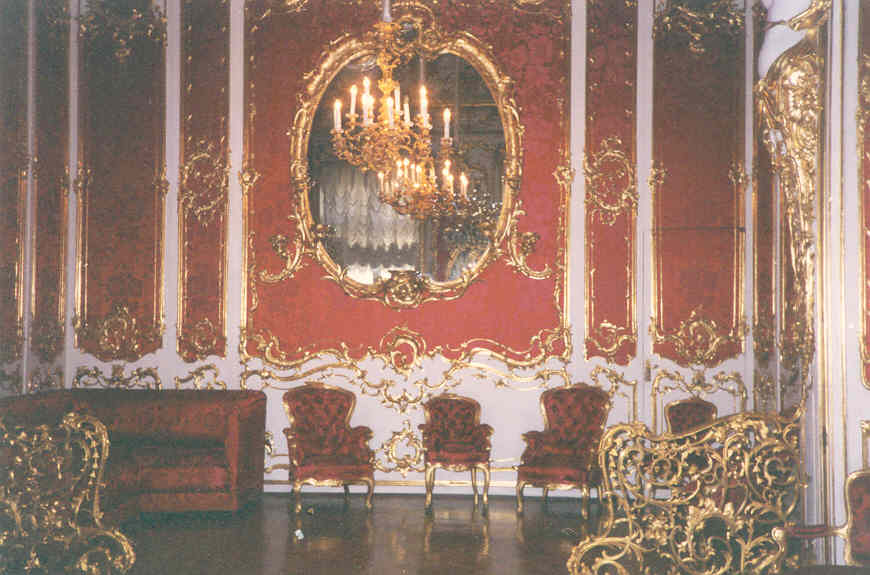
Boudoir de la zarina María Alexandrovna

## Lectura adicional
- de Custine, Marquis (1854). Russia (Abridged from the French). Longman, Brown, Green and Longmans.
- de Gourcoff (Editeur), Alain (1994). The Winter Palace, Saint Petersburg. Alain de Gourcoff.
- King, Greg (2006). The Court of the Last Tsar. John Wiley and Sons. ISBN 978-0-471-72763-7.
- Klyuchevsky, Vasily (1926). A History of Russia (C. J. Hogarth, trad.). Dent.
- Maylunas, Andrei; Mironenko, Sergei (1996). A Lifelong Passion. Weidenfeld and Nicolson. ISBN 0-297-81520-2.
- Mackenzie Stuart, Amanda (2005). Consuelo and Alva. Harper Collins. ISBN 0-00-721687-4.
- Norman, Geraldine (1998). The Hermitage: The Biography of a Great Museum. Fromm. ISBN 0-88064-190-8.
- Stuart, D. (1982). Dear Duchess: Millicent, Duchess of Sutherland (1867–1955). Victor Gollancz.
- Vorres, Ian (1985). The Last Grand Duchess. Finedawn.